# هنري فيفيان
هنري فيفيان (بالإنجليزية: Henry Harvey Vivian)‏ هو نقابي وسياسي بريطاني (وحمل سابقاً جنسية المملكة المتحدة لبريطانيا العظمى وأيرلندا)، ولد في 20 أبريل 1868 في المملكة المتحدة، وتوفي في 30 مايو 1930. حزبياً، نشط في الحزب الليبرالي. في الانتخابات العمومية البريطانية في يناير 1910 ‏، انتخب عضو برلمان المملكة المتحدة الـ29 عن دائرة Birkenhead ‏ (15 يناير 1910 – 28 نوفمبر 1910) وفي الانتخابات العامة في المملكة المتحدة 1906 ‏، انتخب عضو برلمان المملكة المتحدة الـ28 عن دائرة Birkenhead ‏ (12 يناير 1906 – 10 يناير 1910) وفي الانتخابات العامة في المملكة المتحدة 1923 ‏، انتخب عضو برلمان المملكة المتحدة الـ33 عن دائرة Totnes ‏ (6 ديسمبر 1923 – 9 أكتوبر 1924).